# Contea di Geauga
La contea di Geauga ( in inglese Geauga County ) è una contea dello Stato dell'Ohio, negli Stati Uniti. La popolazione al censimento del 2000 era di 90 895 abitanti. Il capoluogo di contea è Chardon.